# تپه خوشداد ۲
تپه خوشداد ۲ مربوط به سده‌های ۷ تا ۹ ه.ق است و در شهرستان زابل، بخش پشت آب، دهستان قائم آباد، روستای خوشداد، ۷۵۰ متری شرق روستای خوشداد واقع شده و این اثر در تاریخ ۲۳ بهمن ۱۳۸۵ با شمارهٔ ثبت ۱۷۳۱۷ به‌عنوان یکی از آثار ملی ایران به ثبت رسیده است.